# André Riou
André Riou (Moulins, 8 agosto 1918 – Villefranche-de-Lauragais, 3 ottobre 2005) è stato un allenatore di calcio francese.

## Palmarès

### Giocatore

#### Competizioni nazionali
- Coppa di Francia: 1

RC Parigi: 1948-1949

### Allenatore

#### Competizioni nazionali
- Coppa del Belgio: 1

Standard Liegi: 1953-1954
- Campionato belga: 1

Standard Liegi: 1957-1958